# Christopher Larkin
Christopher Larkin er en skuespiller, der er bedst kendt for rollen som Monty Green i The 100.